# ムシブギョー (ゲーム)
『ムシブギョー』は、バンダイナムコゲームスより2013年9月19日に発売されたニンテンドー3DS用アクションRPG。

## 概要
テレビアニメ『ムシブギョー』のゲーム化作品。
原作ではなく、あくまでテレビアニメ版のムシブギョーを踏襲した内容となっている。
本作はアニメ放送中に発売されたが、物語モードでは全26話中の第13話を除く全話を再現している。
物語モードでは一枚絵が挿入されるが残酷描写やお色気は極力抑えられている（CERO：Bのため）。
物語の展開はアニメに沿っているがゲーム版では簡略化・省略化された設定やエピソードが多く未登場のキャラクターや実際には戦わない敵も多い。
版権曲は一切使用されていない。

## システム
ジャンルはアクションRPGとなっているがシステム自体は対戦格闘に近い。
またタッチを必要とせず、ボタン操作のみでもクリアは可能。
戦闘に参加するキャラクターには音声がつけられている。

## モード
物語、挑戦、茶屋、記録保存、設定、音声再生の六つのモードがある。
基本は物語をメインとして、ミッション形式の挑戦モード、おまけモードとして茶屋が設けられている。

## キャラクター
プレイアブルキャラクターとして15人以上が用意されている。
物語を進めることで使用できるキャラクターは増えてゆく。
一部のキャラクターはおまけモードの茶屋の目安箱で投書(ゲーム内での通貨のようなもの)と交換で獲得できる。
また、戦闘に不向きなキャラクターはアシストキャラクターとして登場する。
常世の蟲は登場せず。また、蟲狩の有虚も名前が「蟲狩リーダー」となっており名前が出ることはない。

## 戦闘
物語、挑戦で登場。3Dで表現されたマップ上で蟲、人、蟲人などと戦闘を行う。
Rで攻撃対象をロックオン、Lで攻撃対象の切り替え、Yで弱攻撃（連打で連撃）Bで飛び退き（回避）Xでタメ攻撃（最大三段階まで）Aで防御を行う。
スライドパッド+B長押しでダッシュ移動、B短押しだと入力した方向に回避。十字キーはそれぞれ必殺技とパートナーに設定されている。
なお、回避中は無敵。

### 行動力
本作を特徴づけるものとして行動力という数字のゲージがあり、移動、挑発、アシスト以外のすべての行動に行動力を必要とする。
中でも必殺技は行動力を大量に消費するものが多い。
ダッシュ移動、回避も行動力を消費する。
また防御中はひたすら減り続ける。
行動力の回復は任意で挑発を行って回復する、攻撃を行う（1ヒットごとに5回復）待機と移動中には自動的に回復される。
最大の特徴は必殺技で大量に行動力を消費してもう一度使用すると数値上マイナスになるような必殺技でも行動力が1でも残っていれば使用できる点である。
ただし、行動力がマイナスの状態ではダッシュ移動や回避・防御が不可能になる。

### 一閃と弾き返し
同様のシステムは鬼武者でも見受けられるが本作ではやや異なっている。
一閃は敵が攻撃した瞬間に攻撃することで敵に与えるダメージが増加し体力が回復する。
攻撃が自分に当たる瞬間ではないので横や背後に回り込み敵の空振りに攻撃しても一閃とみなされる。
また、必殺技でも一閃は発生する。
弾き返しは敵が攻撃した瞬間に防御することで相手の姿勢を崩すことが可能。
いずれも鬼武者ほどタイミングはシビアではない。

### 状態異常
説明書や第1陣のチュートリアルでも説明されていないが存在する。
蜘蛛の糸
一定時間操作不可（スライドパッドの回転で早期復帰）
毒蟲による毒
行動力が自動回復しなくなる。時間経過で回復。
毒蟲による猛毒
行動力が減り続ける。時間経過で回復。
胡蝶の夢による夢状態
霧隠才蔵の必殺技「禁術、胡蝶の夢」に当たると一定時間操作不可の夢状態になる。
このような状態異常はゲーム中で一切説明がない。

### 戦闘評価
物語と挑戦の戦闘後には戦闘評価が行われ、最低を素人、最高で奉行と評される。
体力、時間、連撃数にプラスして獲得報酬がある。
獲得報酬は先の先（先制攻撃を行った）、挑発、弾き返し、一閃、必殺勝利（必殺技で倒す）、連携勝利（パートナーアシストで倒す）がある。
総合評価は初級から特級があり、獲得経験値（最大で×1.5）や挑戦モードでは獲得投書数に大きく影響する。

## プレイヤーキャラクター
月島 仁兵衛
覚醒 仁兵衛
無涯
火鉢
火鉢（修行後）
恋川 春菊
恋川 春菊（修行後）
一乃谷 天間
蟲奉行 黒揚羽
蟲狩リーダー(有虚)
末那蚕
真白
真田幸村
猿飛佐助
霧隠才蔵
由利 鎌之介
筧 十蔵
穴山 小介
根津 甚八

## アシストキャラクター
月島 仁兵衛
月島 仁兵衛（修行後）
覚醒 仁兵衛
無涯
火鉢
恋川 春菊
一乃谷 天間
松ノ原 小鳥
蟲奉行
蟲奉行 黒揚羽
大岡 忠相
蟲狩リーダー
真田幸村
霧隠才蔵
お春
蜜月
尾上 影忠
白榊 夢久
長福丸
月島 源十郎
いろり